# Jedoarce
Jedoarce (makedonsky: Једоарце) je vesnice v Severní Makedonii. Nachází se v opštině Tetovo v Položském regionu.

## Historie
Podle osmanských spisů z roku 1628 patřila vesnice k provincii Kalkandelen (Tetovo) a žilo zde 25 rodin. Vesnice byla osídlena před více než 350 lety a v jejím okolí jsou pozůstatky mnohem starší vesnice zvané Gjinovce. Podle ústní lidové tradice se sem přistěhovali obyvatelé z řecké vesnice Kalis, což je zvláštní hlavně díky tomu, že v této části Makedonie nebyl zakotvený vliv Řecka. Název dostala vesnice až ve 20. století, kdy se toto území stávalo samostatnou republikou. Pravděpodobně byli původními obyvateli slovanské kmeny, které se sem přemísťovaly se svými stády ovcí kvůli vedrům. Podobně vznikly i nedaleké vesnice Setole a Otunje.

## Demografie
Podle statistiky Vasila Kančova z roku 1900 žilo ve vesnici 85 obyvatel, všichni byli Makedonci.
Podle posledního sčítání lidu z roku 2002 žije ve vesnici pouze 5 obyvatel, rovněž makedonské národnosti.
| Rok            | 1900 | 1905 | 1929 | 1948 | 1953 | 1961 | 1971 | 1981 | 1991 | 1994 | 2002 |
| -------------- | ---- | ---- | ---- | ---- | ---- | ---- | ---- | ---- | ---- | ---- | ---- |
| Počet obyvatel | 85   | 128  | 113  | 69   | 56   | 37   | 13   | 9    | 2    | 11   | 5    |